# Chevroux, Vaud
Chevroux är en ort och kommun  i distriktet Broye-Vully i kantonen Vaud, Schweiz. Kommunen har 525 invånare (2023).
Chevroux ligger vid Neuchâtelsjön och består av ortsdelarna Chevroux-Dessus (454 m ö.h.) och Chevroux-Dessous (434 m ö.h.).